# Le Poujol-sur-Orb
Le Poujol-sur-Orb är en kommun i departementet Hérault i regionen Occitanien i södra Frankrike. Kommunen ligger i kantonen Saint-Gervais-sur-Mare som tillhör arrondissementet Béziers. År 2022 hade Le Poujol-sur-Orb 944 invånare.

## Befolkningsutveckling
Antalet invånare i kommunen Le Poujol-sur-Orb
Referens:INSEE